# Santiago Pérez
Santiago Pérez Fernández (Grado, 5 agosto 1977) è un ex ciclista su strada spagnolo, professionista dal 2001 al 2011. Si mise in luce alla Vuelta a España 2004, edizione in cui vinse tre tappe e che concluse al secondo posto. Solo pochi mesi dopo venne sospeso per due anni dalla Federciclismo spagnola per essere stato trovato colpevole della pratica di emotrasfusione omologa.

## Carriera

### I primi anni
Passa professionista nel 2001 con la Barbot-Torrie, team portoghese. Dopo una vittoria di tappa al Giro del Portogallo al primo anno tra i pro si guadagna così un contratto con la più quotata Kelme-Costa Blanca. Nel 2002 prende per la prima volta parte al Giro d'Italia e al Tour de France: al Giro ottiene il secondo posto nella tappa di Limone Piemonte vinta da Stefano Garzelli (poi squalificato per doping), mentre al Tour non ottiene particolari risultati. Al Tour de Romandie dello stesso anno è inoltre quarto.
Nel 2003 non riesce a ottenere vittorie, conseguendo come miglior piazzamento il sesto posto nella Setmana Catalana. Nei primi mesi dell'anno seguente, trasferitosi alla Phonak Hearing Systems, riesce a classificarsi tra i primi dieci alla Vuelta a Andalucía, in febbraio, e alla Vuelta a Aragón in aprile. In luglio partecipa al Tour de France – chiude al 49º posto – mentre in settembre è impegnato nella Vuelta a España. È qui che realizza le migliori performance di tutta la sua carriera, riuscendo a concludere con un sorprendente secondo posto della generale, staccato di soli 30 secondi dal vincitore Roberto Heras.

### La Vuelta a España 2004
Prende parte alla corsa spagnola come gregario di Óscar Sevilla, secondo alla Vuelta 2001 e quarto nel 2002, e di Tyler Hamilton, quarto al Tour de France 2003 e fresco vincitore di titolo olimpico a cronometro. Ventitreesimo in classifica al termine dell'ottava frazione, la cronometro di Almussafes vinta da capitan Hamilton, Pérez è a sorpresa secondo, a 34 secondi da Heras, nella tappa con arrivo all'osservatorio di Calar Alto, il 16 settembre.
Due giorni dopo trionfa per la prima volta in una tappa di un grande giro, tagliando in solitaria il traguardo di Granada e risalendo alla sesta piazza della generale; l'indomani, nella cronoscalata della Sierra Nevada, concede il bis guadagnando più di un minuto sul secondo classificato, Alejandro Valverde, e quasi due su Heras maglia oro. Al termine della giornata è quindi terzo in graduatoria. Il 21 settembre esce la notizia che Tyler Hamilton, ritiratosi dopo la 12ª tappa, è stato trovato positivo ad emotrasfusioni omologhe in due controlli effettuati rispettivamente ai Giochi olimpici di Atene in agosto e il 13 settembre alla Vuelta: Pérez continua comunque la corsa e il giorno dopo stacca di due minuti e mezzo Valverde alla Covatilla portandosi in seconda posizione generale, a soli 1'13" da Heras. Al penultimo giorno, nella frazione con arrivo a Puerto de Navacerrada vinta da José Enrique Gutiérrez, l'asturiano attacca quindi Heras guadagnando 30 secondi; il dì seguente, nella decisiva cronometro di Madrid, consegue infine il terzo successo di tappa nella Vuelta 2004, ma non riesce nel gran colpo: precede infatti il rivale di soli 13 secondi – gliene servivano 43 – rimanendo staccato di mezzo minuto.

### La squalifica e il ritorno
Dopo un risultato di tale caratura, il 5 ottobre, a poco più di una settimana dal termine della Vuelta a España, Santiago Pérez viene sottoposto a prelievi di sangue nel quartier generale dell'Unione Ciclistica Internazionale, in Svizzera. E alla fine del mese è la stessa UCI a rendere pubblico il risultato di tale controllo, la positività a causa di emotrasfusione omologa, la stessa tipologia di doping che aveva visto coinvolto Tyler Hamilton. Nell'aprile 2005 arriva la squalifica di due anni da parte della RFEC, la Federciclismo spagnola. Il secondo posto alla Vuelta non gli viene però revocato.
Scontata la squalifica, Pérez rientra alle corse nel 2007 tra le file della Relax-GAM, squadra spagnola. Dal 2008 è quindi in Portogallo, al Centro Ciclismo de Loulé-Louletano prima e alla Madeinox-Boavista poi; nell'aprile 2010 coglie il primo successo dopo la squalifica imponendosi nella 44ª Subida al Naranco, classica spagnola di primavera in terra asturiana. Pochi giorni dopo si classifica quindi quinto alla Vuelta a Asturias. Nel 2011 gareggia con la maglia della Barbot-Efapel, altra formazione portoghese, aggiudicandosi per distacco la classica spagnola del Gran Premio de Llodio. Al termine della stagione abbandona l'attività professionistica su strada.

## Palmarès
- 2001 (Elite-2, sei vittorie)

1ª tappa Vuelta a Tenerife
2ª tappa Vuelta a Tenerife (La Orotava > El Sauzal)
4ª tappa Vuelta a Tenerife (Santa Cruz de Tenerife > Santa Cruz de Tenerife)
5ª tappa Vuelta a Tenerife
Classifica Generale Vuelta a Tenerife
2ª tappa Volta a Portugal do Futuro (Táboa > Gouveia)
- 2001 (Barbot-Torrie, due vittorie)

5ª tappa Vuelta a Navarra (Estella > Santesteban)
7ª tappa Volta a Portugal (Portalegre > Salto da Torre)
- 2004 (Phonak Hearing Systems, tre vittorie)

14ª tappa Vuelta a España (Malaga > Granada)
15ª tappa Vuelta a España (Granada > Sierra Nevada, cronometro)
21ª tappa Vuelta a España (Madrid > Madrid, cronometro)
- 2009 (Madeinox, una vittoria)

Classica de Vieira do Minho
- 2010 (Centro Ciclismo de Loulé-Louletano, una vittoria)

Subida al Naranco
2ª tappa Gran Prémio Liberty Seguros (Celorico da Beira > Celorico da Beira)
Classifica generale Gran Prémio Liberty Seguros
- 2011 (Barbot-Efapel, una vittoria)

Gran Premio de Llodio

## Piazzamenti

### Grandi Giri
- Giro d'Italia

2002: ritirato (8ª tappa)
- Tour de France

2002: ritirato (11ª tappa)
2004: 49º
- Vuelta a España

2003: 44º
2004: 2º
2007: 65º

### Classiche monumento
- Giro di Lombardia

2003: 36